# Satyrium membranaceum
Satyrium membranaceum är en orkidéart som beskrevs av Olof Swartz. Satyrium membranaceum ingår i släktet Satyrium och familjen orkidéer. Inga underarter finns listade i Catalogue of Life.

## Bildgalleri

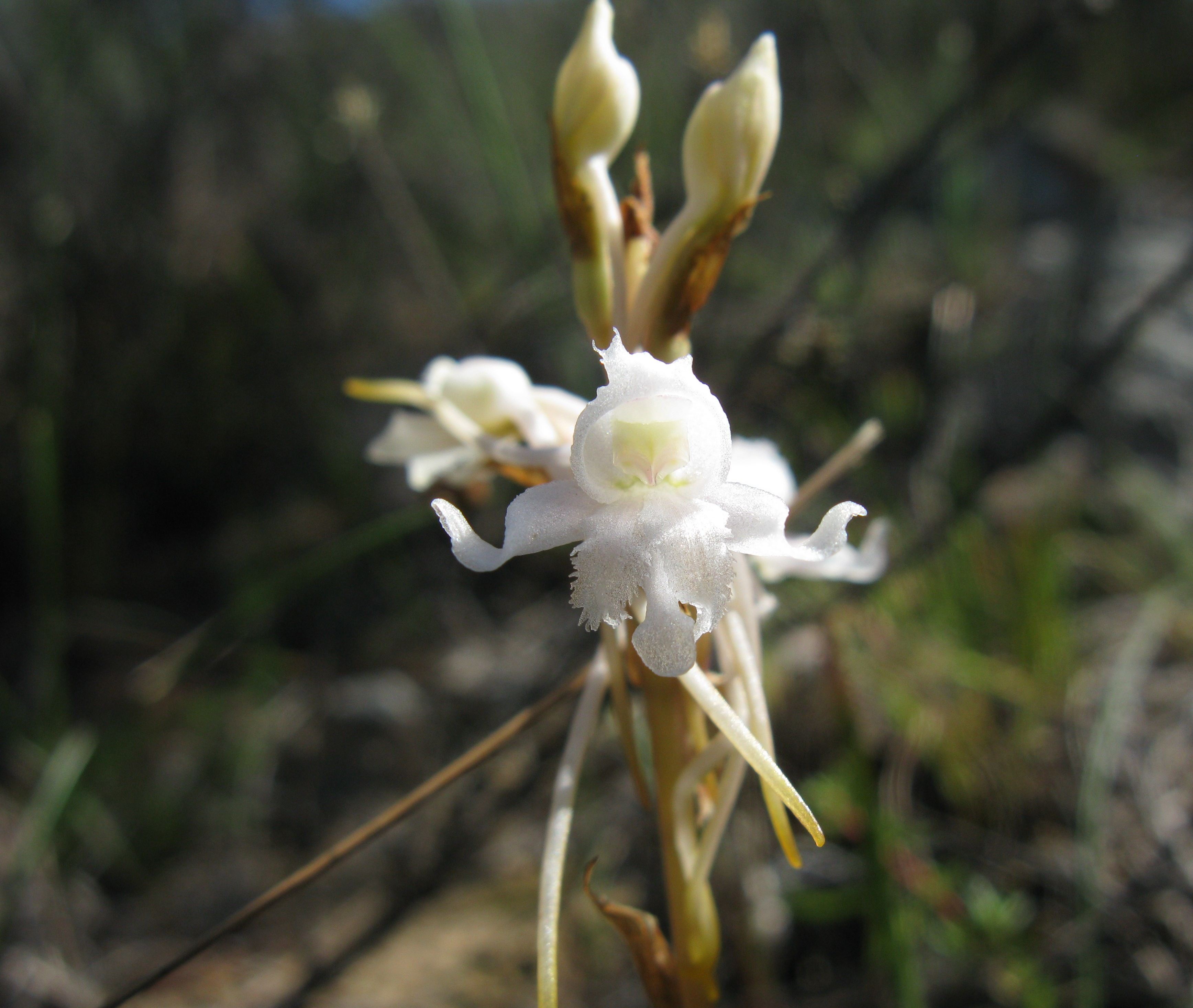
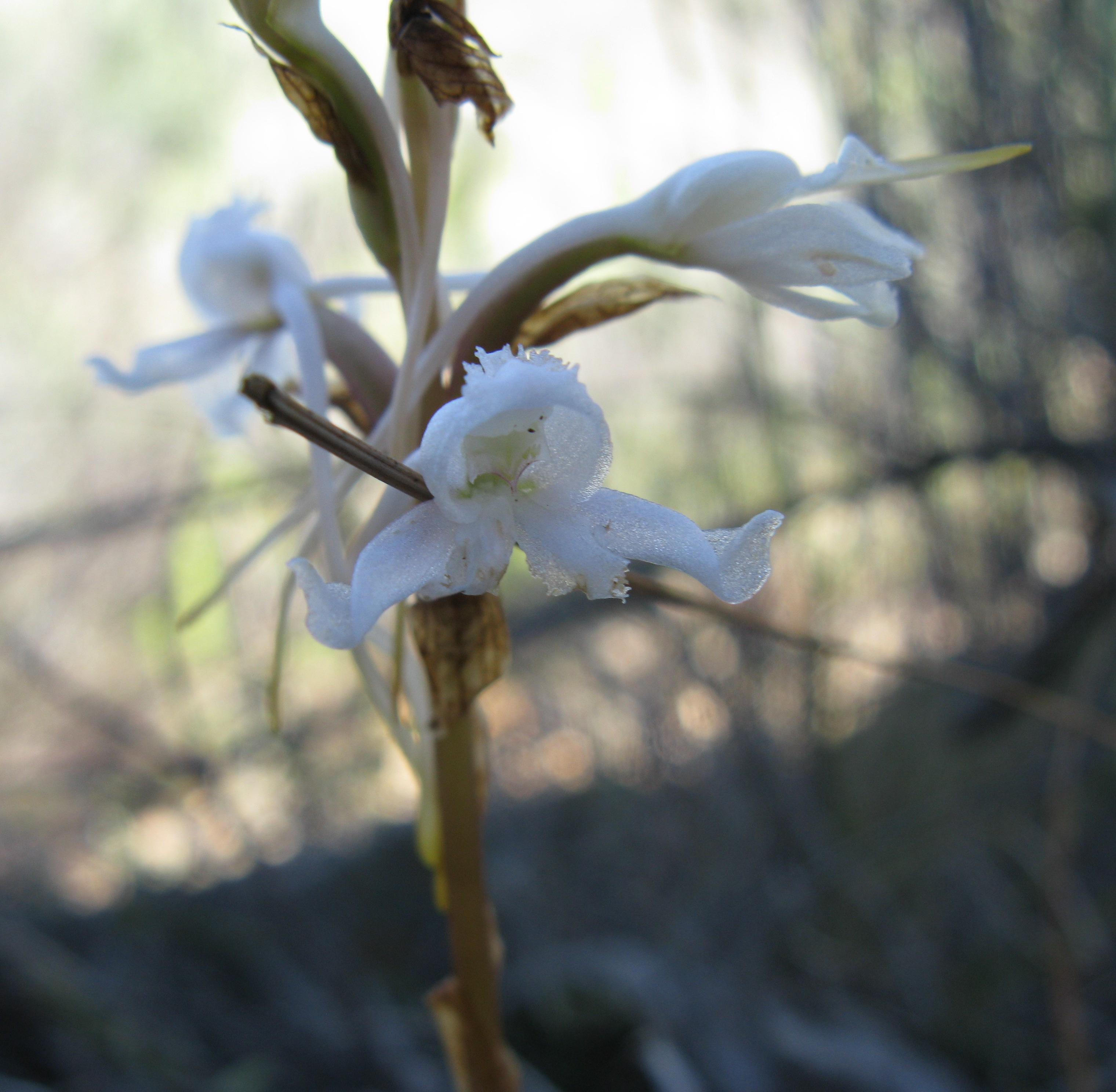
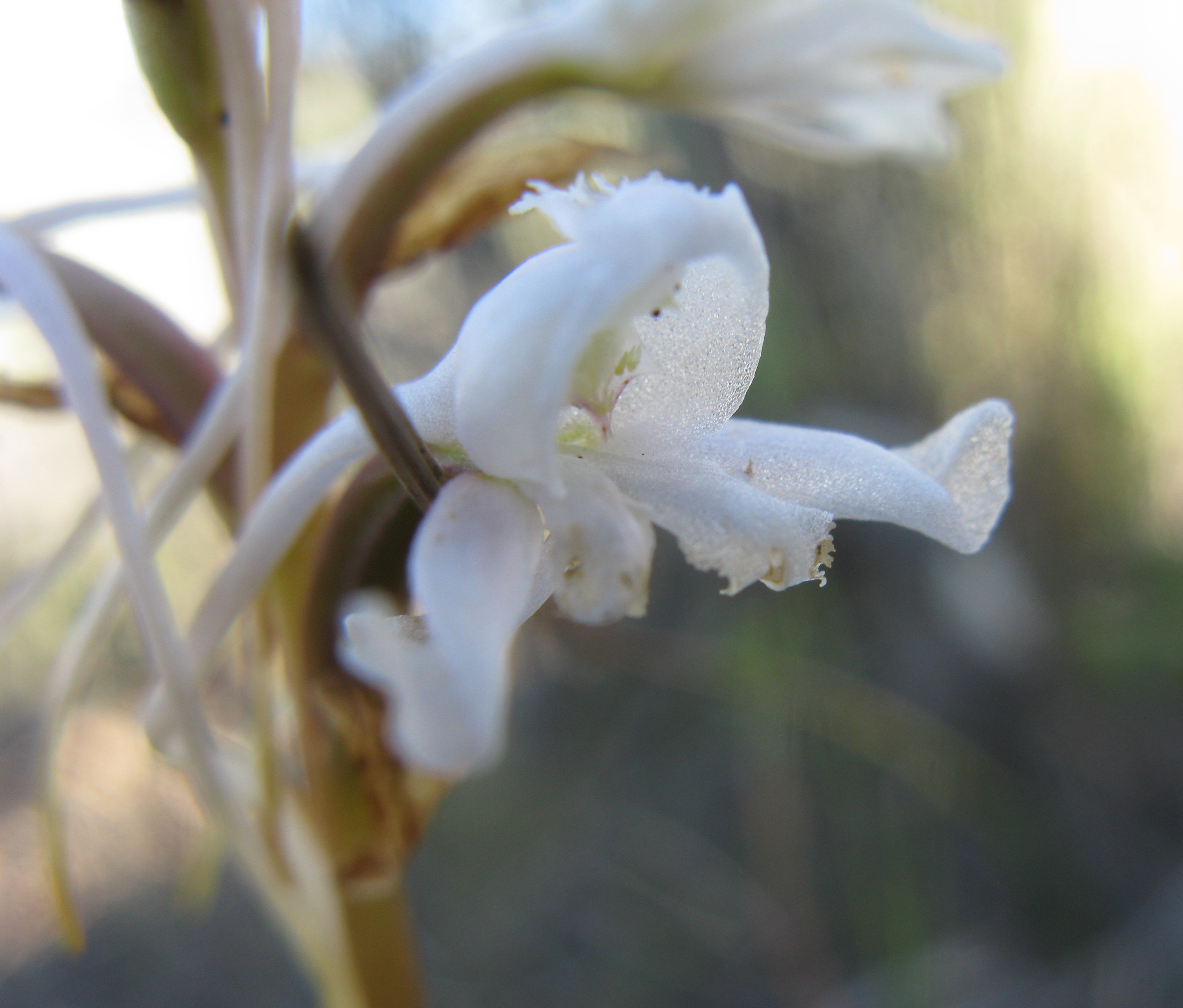
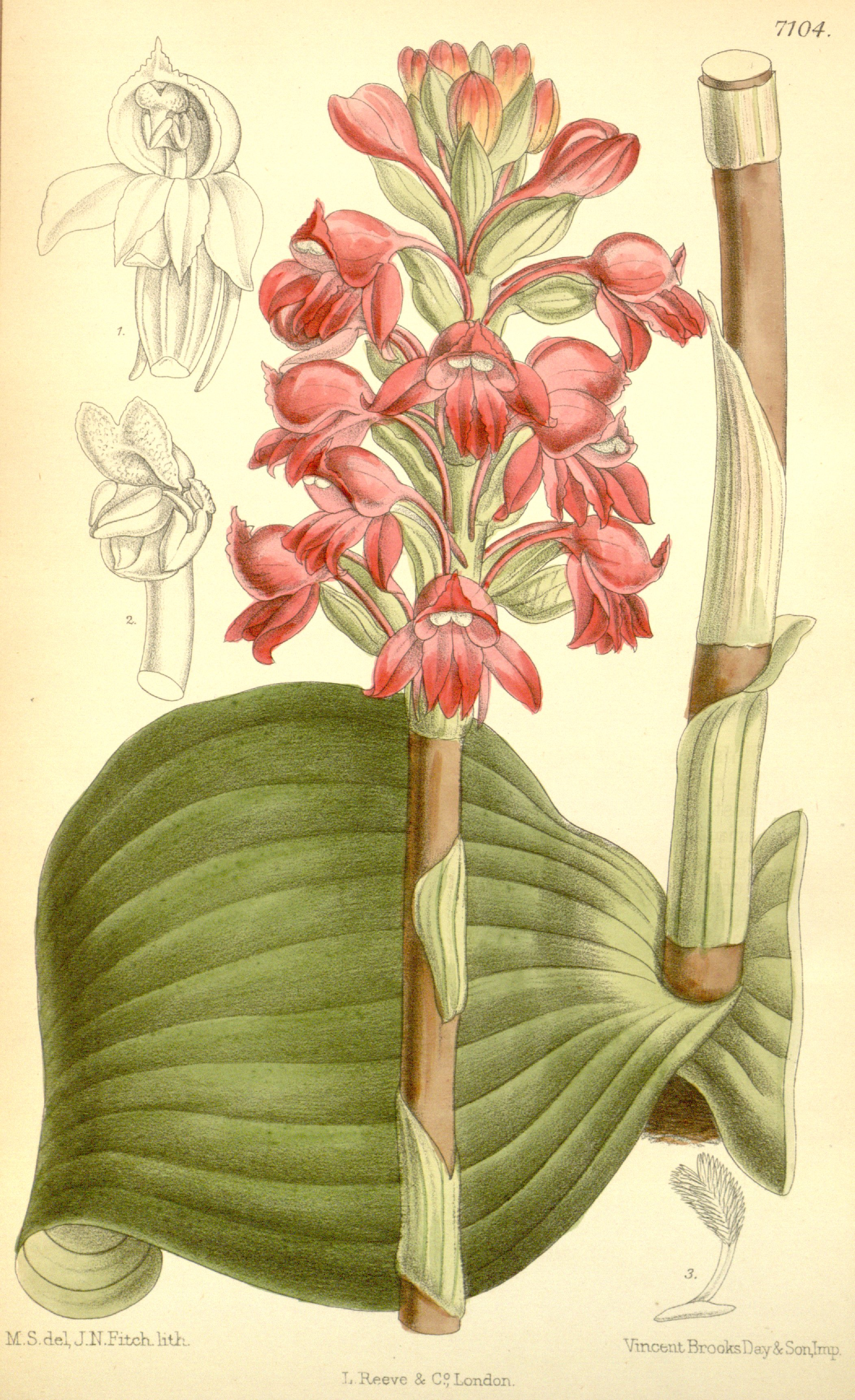